# Abbasabad
Abbasabad (em persa: عباس اباد, também romanizada como ʿAbbāsābād) é uma aldeia do distrito rural de Faragheh, no condado de Abarkuh, na província de Yazd, Irã.